# Élections aux Cortes d'Aragon de 2019
Les élections aux Cortes d'Aragon de 2019 (en espagnol : elecciones a las Cortes de Aragón de 2019) se tiennent le 26 mai 2019, afin d'élire les 67 députés de la Xe législature des Cortes, pour un mandat de quatre ans.

## Contexte

### Enjeux
Les Cortes d'Aragon sont la législature décentralisée et monocamérale de la communauté autonome d'Aragon, dotée d'un pouvoir législatif en matière régionale tel que défini par la Constitution espagnole et le statut d'autonomie, ainsi que de la capacité de voter la confiance en un président de la Députation générale ou de la retirer. Conformément à l'article 69.5 de la Constitution, les Cortes d'Aragon ont la faculté de désigner des sénateurs représentant la communauté autonome au Sénat.

### Dissolution des Cortes
Le mandat des Cortes d'Aragon expire quatre ans après la date de son élection précédente, à moins qu'elles n'aient été dissoutes plus tôt. Le président d'Aragon doit déclencher des élections vingt-cinq jours avant la date d'expiration des pouvoirs des Cortes, le jour des élections ayant lieu le cinquante-quatrième jour suivant celui de la convocation et devant correspondre au quatrième dimanche du mois de mai.
Le président d'Aragon a néanmoins la possibilité de dissoudre les Cortes et de convoquer des élections à tout moment, à condition qu'aucune motion de censure ne soit en cours et que cette dissolution n'intervienne pas avant un an après la précédente. Si un processus d'investiture échoue à élire un président régional dans un délai de deux mois à compter du premier tour de scrutin, les Cortes sont automatiquement dissoutes et une nouvelle élection déclenchée.

## Mode de scrutin
Conformément à l'article 36 du statut d'autonomie, les Cortes sont composées d'un nombre de députés compris entre soixante-cinq et quatre-vingts. La loi électorale aragonaise 2/1987 fixe ce nombre à 67 députés (en espagnol : diputados) élus pour une législature de quatre ans au suffrage universel direct et suivant le scrutin proportionnel d'Hondt à listes fermées par l'ensemble des personnes résidant dans la communauté autonome où résidant momentanément à l'extérieur de celle-ci, si elles en font la demande.
Comme dans toute l'Espagne, le vote blanc est reconnu et comptabilisé comme un vote valide. Il est par conséquent pris en compte pour déterminer si un parti a franchi ou non le seuil électoral. En revanche, conformément à l'article 96.5 de la LOREG, seuls les suffrages exprimés sont pris en compte pour la répartition des sièges à pourvoir.
Conformément à l'article 12 de la loi électorale, la circonscription électorale correspond à la province. L'article suivant dispose que chaque province élit un minimum de treize députés. Les 28 sièges restants sont distribués entre les provinces en fonction de leur population, selon la procédure suivante :
- on divise le nombre total d'électeurs de la communauté autonome par 28 pour obtenir un quota de partage ;
- on divise le nombre d'électeurs de chaque province par le quota de partage et on attribue à chacune des provinces autant de députés que la partie entière du quotient ;
- les députés restants sont distribués aux provinces dont la partie décimale du quotient est la plus élevée.

Si, en raison de l'application des règles ci-dessus, le nombre d'habitants divisé par le nombre de sièges dans la province la plus peuplée dépasse 2,75 fois celui de la province la moins peuplée, on ajoutera le nombre de sièges correspondant à la province la plus peuplée afin que la limite ne soit pas franchie.
| Circonscriptions | Députés | Carte                                 |
| ---------------- | ------- | ------------------------------------- |
| Saragosse        | 35      | nombre de députés par circonscription |
| Huesca           | 18      | nombre de députés par circonscription |
| Teruel           | 14      | nombre de députés par circonscription |

### Conditions de candidature
La loi électorale prévoit que les partis, fédérations, coalitions et groupements électoraux sont autorisés à présenter des listes de candidats. Toutefois, les partis, fédérations ou coalitions qui n'ont pas obtenu de mandat aux Cortes lors de l'élection précédente sont tenus d'obtenir au moins la signature de 0,1 % des électeurs inscrits au registre électoral de la circonscription dans laquelle ils cherchent à se faire élire, alors que les regroupements d'électeurs sont tenus d'obtenir la signature de au moins 1 % des électeurs. Il est interdit aux électeurs de signer pour plus d'une liste de candidats. En même temps, les partis et les fédérations qui ont l'intention d'entrer en coalition pour participer conjointement à une élection sont tenus d'informer la commission électorale compétente dans les dix jours suivant le déclenchement de l'élection. Les listes doivent comprendre des candidats des deux sexes dans une proportion non inférieure à 40 % l'un par rapport à l'autre.

### Répartition des sièges
Toute candidature qui n'a pas obtenu un minimum de 3 % des voix dans une circonscription n'est pas admise à participer à la répartition des sièges. La répartition se déroule de la manière suivante :
- on ordonne les candidatures sur une colonne en allant de la plus votée vers la moins votée ;
- on divise le nombre de voix obtenues par chaque candidature par 1, 2, 3... jusqu'au nombre de sièges à pourvoir dans le but de former un tableau ;
- on attribue les sièges à pourvoir en tenant compte des plus grands quotients selon un ordre décroissant ;
- lorsque deux candidatures obtiennent un même quotient, le siège est attribué à celle qui a le plus grand nombre total de voix ; lorsque deux candidatures ont exactement le même nombre total de voix, l'égalité est résolue par tirage au sort et les suivantes de manière alternative.

Les sièges propres à chaque formation politique sont attribués aux candidats en suivant l'ordre de présentation sur la liste. En cas de décès, incapacité ou démission d'un député, le siège vacant revient au candidat ou, le cas échéant, au suppléant placé immédiatement derrière le dernier candidat élu de la liste.

## Campagne

### Principaux partis
| Parti | Parti                                                                         | Chef de file             | Résultat en 2015           |
| ----- | ----------------------------------------------------------------------------- | ------------------------ | -------------------------- |
|       | Parti populaire d'Aragon Partido popular de Aragón                            | Luis María Beamonte (es) | 27,5 % des voix 21 députés |
|       | Parti socialiste ouvrier espagnol Partido socialista obrero español de Aragón | Javier Lambán            | 21,4 % des voix 18 députés |
|       | Podemos                                                                       | Maru Díaz                | 20,6 % des voix 14 députés |
|       | Parti aragonais                                                               | Arturo Aliaga            | 6,9 % des voix 6 députés   |
|       | Ciudadanos                                                                    | Daniel Pérez             | 9,4 % des voix 5 députés   |
|       | Union aragonaisiste                                                           | José Luis Soro           | 4,6 % des voix 2 députés   |
|       | Izquierda Unida                                                               | Álvaro Sanz              | 4,2 % des voix 1 députés   |

### Sondages
| Institut       | Date       | PP              | PSOE            | Podemos         | IU              | PAR         | Cs              | CHA        | Autres       |
| -------------- | ---------- | --------------- | --------------- | --------------- | --------------- | ----------- | --------------- | ---------- | ------------ |
| Institut       | Date       |                 |                 |                 |                 |             |                 |            |              |
| A+M            | 14/10/2018 | 22,25 % (16-19) | 23,57 % (17-19) | 17,31 % (11-12) | 17,31 % (11-12) | 5,65 % (3)  | 21,38 % (15-17) | 3,24 % (1) | 4,51 % (0-1) |
| A+M,           | 23/04/2018 | 23,8 % (17-20)  | 25,1 % (20)     | 12,7 % (8-10)   | 4,3 % (2)       | 5,8 % (3-4) | 22,1 % (15-16)  | 3,5 % (1)  | 0,78 %       |
| SyM Consulting | 24/03/2018 | 20,0 % (14-17)  | 24,1 % (18-20)  | 14,2 % (8-11)   | 4,7 % (1-3)     | 8,4 % (6-7) | 17,6 % (10-13)  | 6,3 % (2)  | 4,7 %        |
| A+M            | 24/03/2018 | 26,3 % (19-22)  | 25,0 % (19-21)  | 13,6 % (9-10)   | 5,5 % (3-4)     | 5,4 % (3-4) | 15,3 % (11-12)  | 3,2 % (1)  | 5,7 %        |

## Résultats

### Participation
| Taux de participation | En 2015 | En 2019 | Différence |
| --------------------- | ------- | ------- | ---------- |
| à 14 heures           | 37,52 % | 37,28 % | 0,24       |
| à 18 heures           | 52,36 % | 52,16 % | 0,2        |
| à 20 heures           | 66,33 % | 68,08 % | 1,75       |

### Voix et sièges

#### Total régional
|               |                                                         |           |       |       |        |               |  |  |  |  |  |  |  |  |
| Partis        | Partis                                                  | Voix      | %     | +/-   | Sièges | +/−           |  |  |  |  |  |  |  |  |
|               | Parti socialiste ouvrier espagnol (PSOE)                | 206 400   | 30,84 | 9,41  | 24     | 6             |  |  |  |  |  |  |  |  |
|               | Parti populaire d'Aragon (PP)                           | 139 660   | 20,87 | 6,63  | 16     | 5             |  |  |  |  |  |  |  |  |
|               | Ciudadanos (Cs)                                         | 111 602   | 16,67 | 7,25  | 12     | 7             |  |  |  |  |  |  |  |  |
|               | Podemos                                                 | 54 252    | 8,11  | 12,45 | 5      | 9             |  |  |  |  |  |  |  |  |
|               | Union aragonaise (CHA)                                  | 41 879    | 6,26  | 1,68  | 3      | 1             |  |  |  |  |  |  |  |  |
|               | Vox                                                     | 40 671    | 6,08  | Nv.   | 3      | 3             |  |  |  |  |  |  |  |  |
|               | Parti aragonais (PAR)                                   | 33 978    | 5,08  | 1,78  | 3      | 3             |  |  |  |  |  |  |  |  |
|               | Gauche unie (IU)                                        | 22 229    | 3,32  | 0,90  | 1      | en stagnation |  |  |  |  |  |  |  |  |
|               | Parti animaliste contre la maltraitance animale (PACMA) | 4 534     | 0,68  | 0,06  | 0      | en stagnation |  |  |  |  |  |  |  |  |
|               | Plateforme Ñ (PAÑ)                                      | 3 145     | 0,47  | Nv.   | 0      | en stagnation |  |  |  |  |  |  |  |  |
|               | Sièges en blanc (EB)                                    | 1 483     | 0,22  | 0,58  | 0      | en stagnation |  |  |  |  |  |  |  |  |
|               | Autres                                                  | 2 911     | 0,43  | -     |        |               |  |  |  |  |  |  |  |  |
|               | Blanc                                                   | 6 587     | 0,98  | 1,00  |        |               |  |  |  |  |  |  |  |  |
|               |                                                         |           |       |       |        |               |  |  |  |  |  |  |  |  |
| Votes valides | Votes valides                                           | 669 340   | 99,33 |       |        |               |  |  |  |  |  |  |  |  |
| Votes nuls    | Votes nuls                                              | 4 540     | 0,67  |       |        |               |  |  |  |  |  |  |  |  |
| Total         | Total                                                   | 673 880   | 100   | -     | 67     | en stagnation |  |  |  |  |  |  |  |  |
| Abstentions   | Abstentions                                             | 344 650   | 33,84 |       |        |               |  |  |  |  |  |  |  |  |
| Inscrits      | Inscrits                                                | 1 018 530 | 66,16 |       |        |               |  |  |  |  |  |  |  |  |

#### Par circonscription
| Circonscription | Circonscription | Huesca  | Huesca  | Huesca | Huesca        | Teruel  | Teruel  | Teruel | Teruel        | Saragosse | Saragosse | Saragosse | Saragosse     |
| --------------- | --------------- | ------- | ------- | ------ | ------------- | ------- | ------- | ------ | ------------- | --------- | --------- | --------- | ------------- |
|                 |                 |         |         |        |               |         |         |        |               |           |           |           |               |
| Sièges          | Sièges          | 18      | 18      | 18     | en stagnation | 14      | 14      | 14     | en stagnation | 35        | 35        | 35        | en stagnation |
|                 |                 |         |         |        |               |         |         |        |               |           |           |           |               |
|                 |                 | Nombre  | Nombre  | %      | %             | Nombre  | Nombre  | %      | %             | Nombre    | Nombre    | %         | %             |
| Inscrits        | Inscrits        | 172 587 | 172 587 | 100,00 | 100,00        | 107 694 | 107 694 | 100,00 | 100,00        | 738 249   | 738 249   | 100,00    | 100,00        |
| Abstentions     | Abstentions     | 58 319  | 58 319  | 33,79  | 33,79         | 32 665  | 32 665  | 30,33  | 30,33         | 253 666   | 253 666   | 34,36     | 34,36         |
| Votants         | Votants         | 114 268 | 114 268 | 66,21  | 66,21         | 75 029  | 75 029  | 69,67  | 69,67         | 484 583   | 484 583   | 65,64     | 65,64         |
| Nuls            | Nuls            | 933     | 933     | 0,82   | 0,82          | 883     | 883     | 1,18   | 1,18          | 2 724     | 2 724     | 0,56      | 0,56          |
| Exprimés        | Exprimés        | 113 335 | 113 335 | 99,18  | 99,18         | 74 146  | 74 146  | 98,82  | 98,82         | 481 859   | 481 859   | 99,44     | 99,44         |
|                 |                 |         |         |        |               |         |         |        |               |           |           |           |               |
| Partis          | Partis          | Voix    | %       | Sièges | +/−           | Voix    | %       | Sièges | +/−           | Voix      | %         | Sièges    | +/−           |
|                 | PSOE            | 38 185  | 33,69   | 7      | 1             | 23 327  | 31,46   | 6      | 2             | 144 888   | 30,07     | 11        | 3             |
|                 | PP              | 23 794  | 20,99   | 4      | 1             | 17 852  | 24,08   | 4      | 1             | 98 014    | 20,34     | 8         | 3             |
|                 | Cs              | 15 769  | 13,91   | 3      | 2             | 10 152  | 13,69   | 2      | 1             | 85 681    | 17,78     | 7         | 4             |
|                 | Podemos         | 9 352   | 8,25    | 1      | 3             | 4 392   | 5,92    | 1      | 1             | 40 508    | 8,41      | 3         | 5             |
|                 | CHA             | 5 160   | 4,55    | 1      | 1             | 3 396   | 4,58    | 0      | en stagnation | 33 323    | 6,92      | 2         | en stagnation |
|                 | Vox             | 6 043   | 5,33    | 1      | 1             | 3 525   | 4,75    | 0      | en stagnation | 31 103    | 6,45      | 2         | 2             |
|                 | PAR             | 8 960   | 7,91    | 1      | 1             | 7 685   | 10,36   | 1      | 1             | 17 333    | 3,60      | 1         | 1             |
|                 | IU              | 2 701   | 2,38    | 0      | en stagnation | 2 282   | 3,08    | 0      | en stagnation | 17 246    | 3,58      | 1         | en stagnation |
|                 | Autres          | 1 974   | 1,74    |        |               | 610     | 0,82    |        |               | 9 498     | 1,97      |           |               |
|                 | Blanc           | 1 397   | 1,23    | 925    | 1,25          | 4 265   | 0,89    |        |               |           |           |           |               |